# Мироненко, Пётр Федосеевич
Пётр Федосеевич Мироненко (25 января 1914 — 10 ноября 2004) — командир отделения 601-го отдельного сапёрного батальона, старший сержант, полный кавалер ордена Славы.

## Биография
Родился 12 января 1914 года в слободе Макеевка Таганрогского округа Области Войска Донского. Украинец. Окончил 4 класса школы. Работал буровщиком в Щегловской угольной разведке. В 1936—1938 годах проходил службу в армии. Вновь в армии с сентября 1943 года.
Участник Великой Отечественной войны: в октябре 1943 — мае 1945 — сапёр и командир отделения 601-го отдельного сапёрного батальона. Воевал на Южном, 4-м и 1-м Украинских фронтах. Участвовал в Мелитопольской, Проскуровско-Черновицкой, Львовско-Сандомирской, Сандомирско-Силезской, Нижнесилезской, Верхнесилезской, Моравско-Остравской и Пражской операциях.
Отличился в ходе Проскуровско-Черновицкой операции. 31 марта 1944 года в составе группы бойцов на подступах к городу Тарнополь провёл через проходы в минных полях танки и захватил в плен 5 солдат противника.
Приказом по 302-й стрелковой дивизии № 6/н от 8 апреля 1944 года красноармеец Мироненко Пётр Федосеевич награждён орденом Славы 3-й степени.
10 апреля 1944 года в уличных боях в городе Тарнополь в составе штурмового отряда под сильным огнём противника подорвал несколько зданий, занятых неприятелем и уничтожил находившихся в них противников. При штурме основного узла обороны немцев — трёхэтажного здания, господствовавшего над кварталом, наша атакующая пехота несла большие потери от прямого вражеского огня, продвижение полка задерживалось. В этот тяжёлый момент, под непрерывным вражеским огнём, П. Ф. Мироненко поднялся во весь рост и с возгласом: «За Родину, за Сталина.» бросился вперёд. Вдохновлённые его героизмом бойцы бросились в атаку и ворвались на первый этаж здания. Завязался яростный рукопашный бой, в ходе которого П. Ф. Мироненко уничтожил трёх офицеров и более десятка солдат противника. Здание было захвачено, что имело большое значение для освобождения от немцев города. За героизм, проявленный в этом бою, был представлен к званию Героя Советского Союза, однако это представление не было реализовано.
Приказом командующего войсками 1-го Украинского фронта № 96/н от 30 августа 1944 года старший сержант Мироненко Пётр Федосеевич награждён орденом Славы 2-й степени. 24 декабря 1959 года перенаграждён орденом Славы 1-й степени.
22 июня 1944 года на подступах к городу Львов, действуя в отряде силовой разведки 302-й стрелковой дивизии, во время артподготовки, под огнём противника в дневных условиях проделал проходы в минном поле и проволочном заграждении. Вместе с атакующими бойцами ворвался в траншею противника и взял в плен гитлеровца, которого доставил на наблюдательный пункт командира корпуса. В этом бою был легко ранен.
Приказом по 60-й армии № 158/н от 5 августа 1944 года старший сержант Мироненко Пётр Федосеевич награждён орденом Славы 2-й степени.
В декабре 1945 года старший сержант П. Ф. Мироненко демобилизован. Работал на Каховском мясокомбинате.
Жил в городе Каховка Херсонской области, с середины 1990-х годов — в городе Бровары Киевской области. Умер 10 ноября 2004 года. Похоронен на Берковецком кладбище в Киеве.
Старшина. Награждён орденами Отечественной войны 1-й степени, Славы 1-й, 2-й и 3-й степеней, медалями.